# Березнегувате
Березнегувате (на украински: Березнегувате) е селище от градски тип в Южна Украйна, Березнегуватски район на Николаевска област. Основано е през 1787 година. Населението му е около 7800 души.